# 3831 Pettengill
3831 Pettengill eller 1986 TP2 är en asteroid i huvudbältet som upptäcktes den 7 oktober 1986 av den amerikanske astronomen Edward L.G. Bowell vid Anderson Mesa Station. Den är uppkallad efter den amerikanske astronomen Gordon H. Pettengill.
Asteroiden har en diameter på ungefär 5 kilometer och den tillhör asteroidgruppen Flora.